# 2305 King
2305 King è un asteroide della fascia principale. Scoperto nel 1980, presenta un'orbita caratterizzata da un semiasse maggiore pari a 2,7884599 UA e da un'eccentricità di 0,0289547, inclinata di 7,45767° rispetto all'eclittica.
L'asteroide è dedicato all'attivista statunitense Martin Luther King Jr..